# Феодора (імператриця)

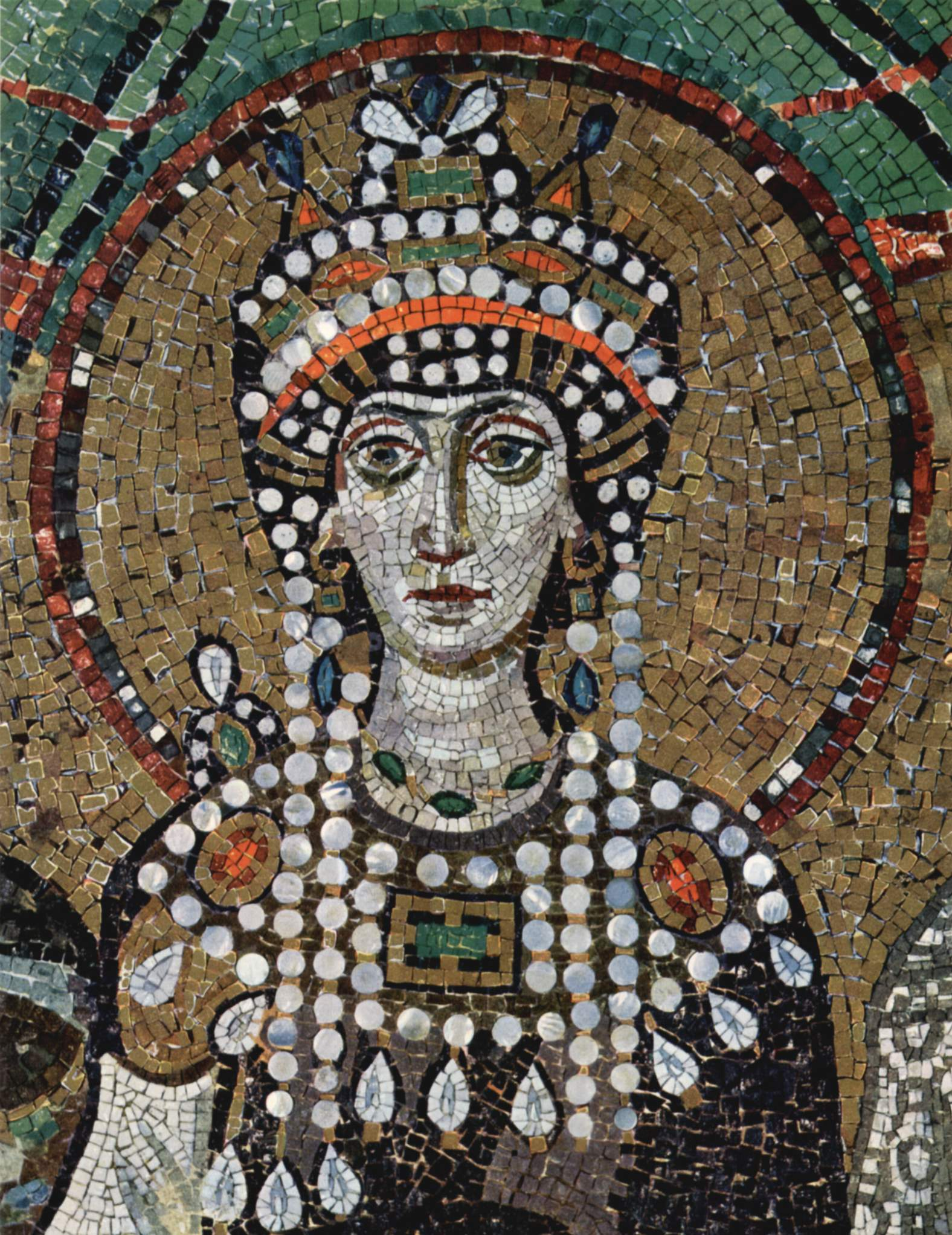
Імператриця Феодора.
Фрагмент мозаїки в базиліці Сан-Вітале, VI століття (Равенна, Італія)

Свята Теодо́ра (дав.-гр. Θεοδώρα — «Божий дар»; бл. 500, Фамагуста, Кіпр — 28 червня 548, Константинополь, Візантійська імперія) — візантійська імператриця, дружина імператора Юстиніана I. 22 роки правила державою на рівні з чоловіком, справивши великий вплив на релігійне й політичне життя Візантійської імперії середини VI століття. Найвідоміша власниця цього імені. Шанується Християнською Церквою як свята.

## Біографія

### Походження

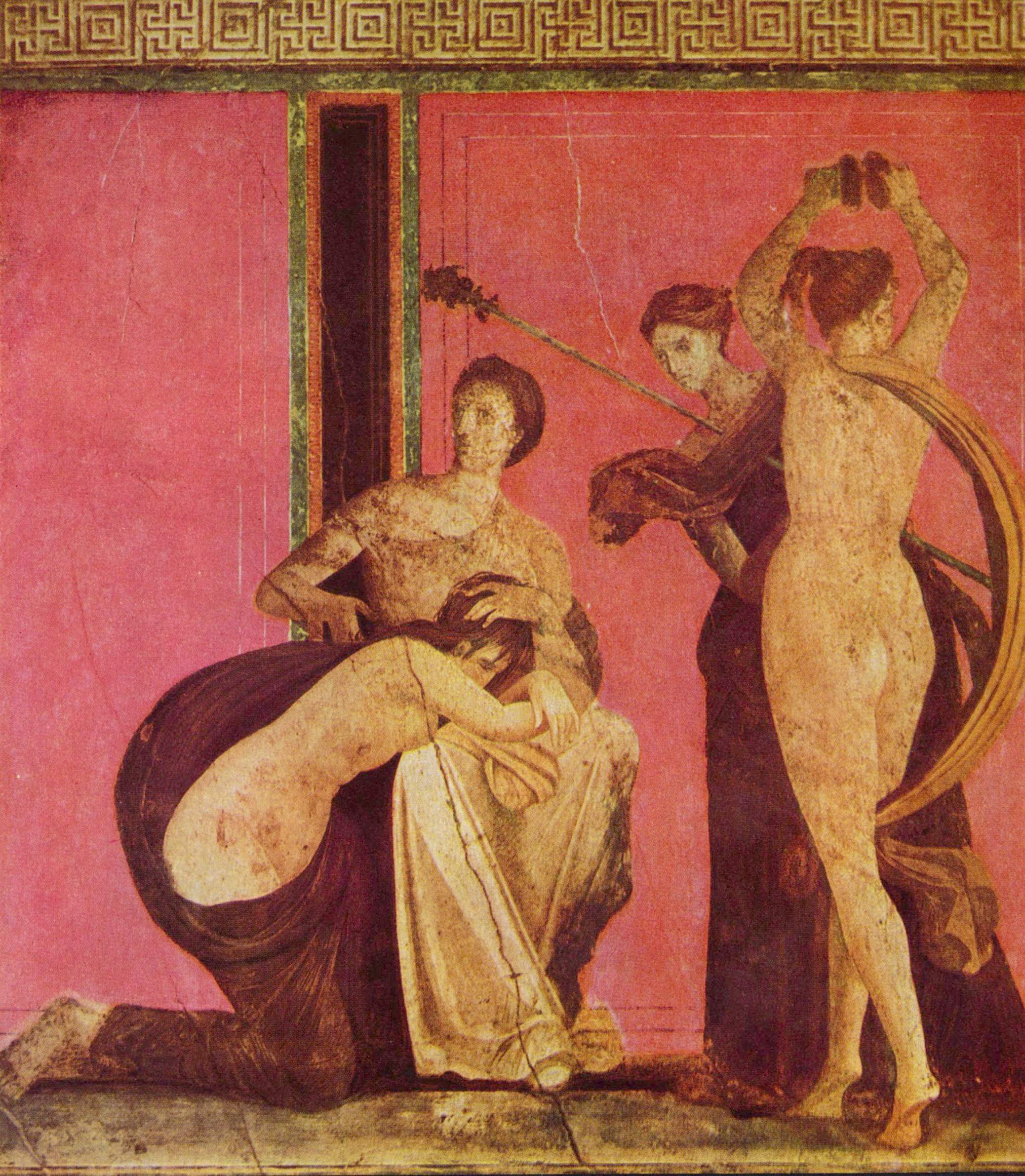
Античні актриси. Помпейська фреска I століття. Згідно з описами Прокопія, одяг в театрі мімів у VI столітті майже не змінився.

Теодора народилася близько 500 року (за однією з версій на Кіпрі) в сім'ї служителя константинопольського цирку звірів, який після смерті залишив у злиднях вдову і трьох малолітніх дочок, з яких Теодора була середньою. Пізніше з поваги до імператорського дому з'явилися біографії, в яких її батько називався сенатором. Мати Теодори вдруге вийшла за доглядача за звірами, і дівчатка стали заробляти на життя роботою в цирку.
Єдиним автентичним джерелом про молодість Феодори є памфлет її сучасника Прокопія Кесарійського «Таємна історія», написаний у 550 році (через 2 роки після смерті Теодори) проти її чоловіка, імператора Юстиніана. У памфлеті подружжю приписуються усілякі пороки та зловживання.
З юних років, як стверджував Прокопій, Теодора стала гетерою і разом з сестрами брала участь у виставах мімів — «Коміто, вже сяяла серед своїх ровесниць-гетер; наступна ж за нею Теодора, одягнена в хітончик з рукавами, як личить служниці-рабині, супроводжувала її». Про цей етап біографії Теодори Прокопій відгукувався непринадно: «Але тільки но вона підросла і дозріла, вона прилаштувалася при сцені і одразу стала гетерою з тих, котрих в давнину називали „піхотою“. Бо вона не була ні флейтисткою, ні арфісткою, вона навіть не навчилася танцю, а лише продавала свою юну красу, й служила своєму ремеслу всіма частинами свого тіла».
Прокопій із засудженням спорядив опис занять Теодори в театрі мімів багатьма подробицями, однак визнав, що «була вона незвичайно витончена і дотепна. Через це всі захоплювалися нею». За його словами Теодора переривала часті вагітності, викликаючи викидні.
Початковий етап життя майбутньої імператриці і святої не підтверджується і не спростовується текстом житій Теодори, де коротко вказується — «була спочатку грішницею, але потім розкаялася».
Сучасник Теодори, Іоанн Ефеський, хоча й прихильно ставився до неї, проте в своєму творі «Житія східних святих» назвав її «Теодорою з борделю». Саме так називали в Константинополі коханку впливового воєначальника Юстиніана, котрий ще не став імператором, і до якої за заступництвом звернулися сирійські монофізити, переслідувані імператором Юстином.
Теодора залишила Константинополь, щоб вирушити на північний берег Африки за коханцем Гекеболом, який отримав посаду архонта Пентаполіса. Але невдовзі той прогнав її, і Теодора була змушена знову заробляти на життя проституцією в єгипетській Александрії. Перебуваючи у великому культурному та науковому центрі свого часу, Теодора потрапила під вплив того освіченого середовища, познайомилася з монофізитством, яким потім таємно опікувалася. Там же Теодора познайомилася з патріархами Тимофієм IV Александрійським і Севіром Антіохійським, які часто у своїх проповідях звертатися до жінок і, можливо, сприяли змінам в її способі життя.

### Шлюб

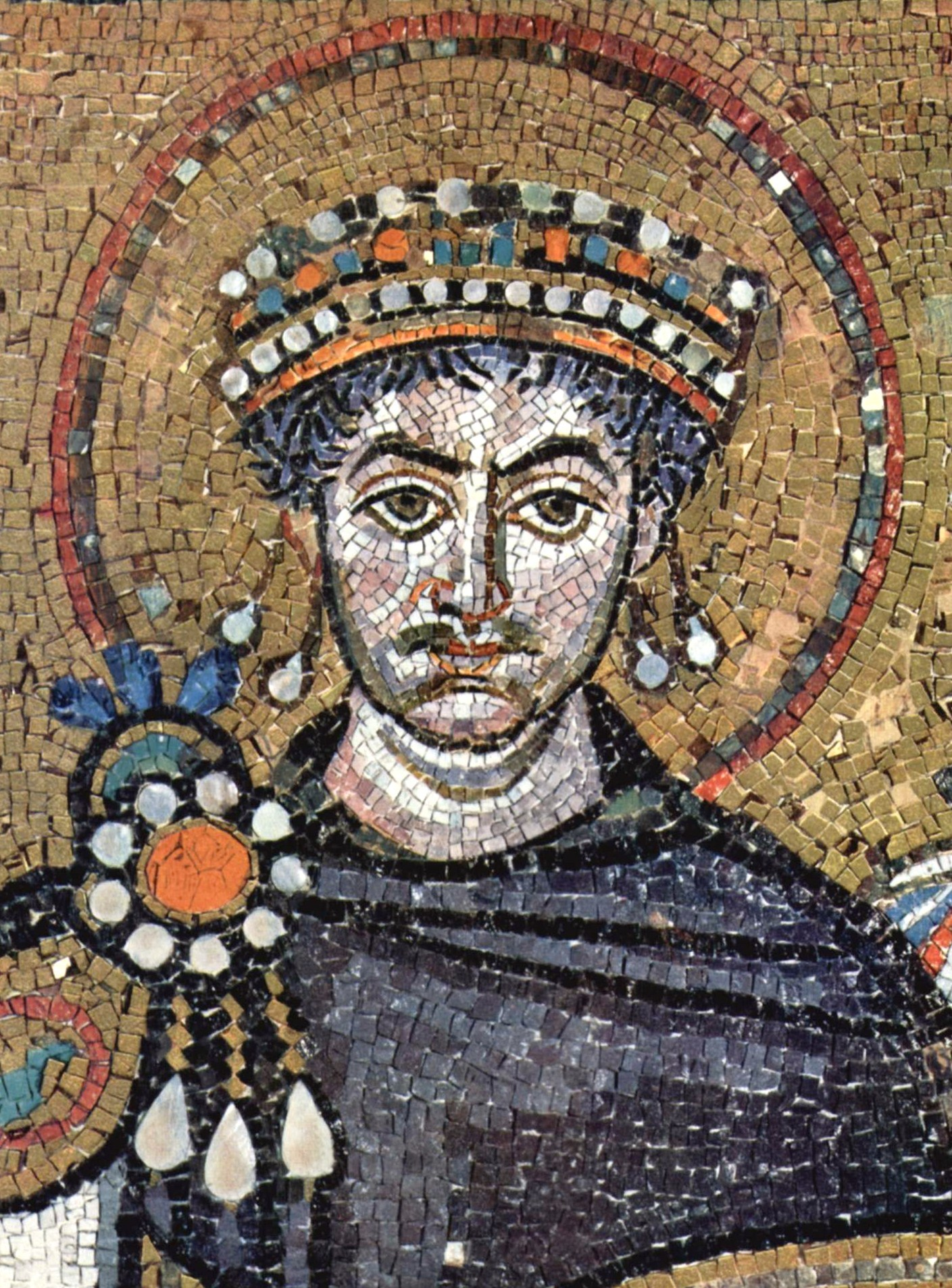
Імператор Юстиніан. Фрагмент мозаїки в базиліці Сан-Вітале

По поверненні до Константинополя Феодора стала заробляти на життя рукоділлям (прядінням пряжі). Красою, розумом, надзвичайною чарівністю і твердою волею вона підкорила серце майбутнього імператора Юстиніана, який наближався до 40-річного віку. Існує низка версій щодо їхнього знайомства: за однією з них він побачив її у вікні, за іншою їх познайомила акторка Македонія, в будинку якої Феодора жила після повернення з Александрії.
До 523 року він підніс її до статусу патриціїв. Для можливості їх законного шлюбу в 524 році був навіть змінений закон Костянтина Великого, який забороняв шлюби знатних осіб з жінками низького походження, акторками і дочками акторок. За новим законом такі шлюби допускалися з особистого дозволу імператора, якщо жінка кидала акторське ремесло. Весілля Юстиніана, на той час лише спадкоємця престолу, і Феодори відбулося ймовірно у 525 році у Софійському соборі.
Юстиніан ніколи не надавав значення походженню Феодори, вважав її рівною собі. Це пояснюється тим, що сам Юстиніан був вихідцем з селянської родини, хоча й отримав завдяки своєму дядькові, неписьменному імператору Юстину, хорошу освіту і владу. Імператор справді любив Феодору, про що свідчить, зокрема, перейменування ним фортеці Аназарв (в Сирії) на Феодоріаду та утворення однойменної єпархії в Сирії.
Після одруження, за Прокопієм, Феодора більше не заплямувала себе любовними історіями. Коли її запідозрили у прихильності до раба-варвара Ареовінда, того за наказом Феодори покарали батогами і відправили у заслання. Прокопій натомість повідомляє, що Ареовінд просто зник, і ніхто про нього більше нічого не чув.
У Феодори і Юстиніана дітей не було. Прокопій у своєму трактаті повідомляє про її сина Іоанна, народженого до шлюбу і вихованого в Аравії батьком. Коли Іоанн з'явився в Константинополі, щоб повернутися до матері, та, злякавшись гніву Юстиніана, зробила так, що більше його ніхто не бачив. Історик Шарль Діль згадує про дочку Феодори, також народжену до шлюбу. Син дочки Феодори (тобто її онук) здобув при візантійському дворі того часу високе положення, а це дозволяє припустити, що його походження імператора не бентежило. Даний факт підтверджує Прокопій, розповідаючи про старання Феодори вдало влаштувати шлюб свого онука з донькою полководця Велізарія.
Племінниця Феодори Елія Софія була нею видана за майбутнього імператора Юстина II; матір'ю Елії Софії могла бути одна з відомих за Прокопієм сестер Феодори — Анастасія чи Коміто, які також характеризувалися автором як гетери.
Палацовий побут Феодори детально описує Прокопій Кесарійський: відповідно до стародавніх рецептів збереження краси імператриця майже весь час спала, приймала особливі ванни (наприклад купалася в крові тварин, ходили чутки, що немовлят), витрачалася на дорогі східні притирання тощо. Відвідини Юстиніаном апартаментів Феодори були її зоряним часом, а також відвідування цирку або інших видовищ, де вона «являлася» народові.

### Політична і релігійна діяльність

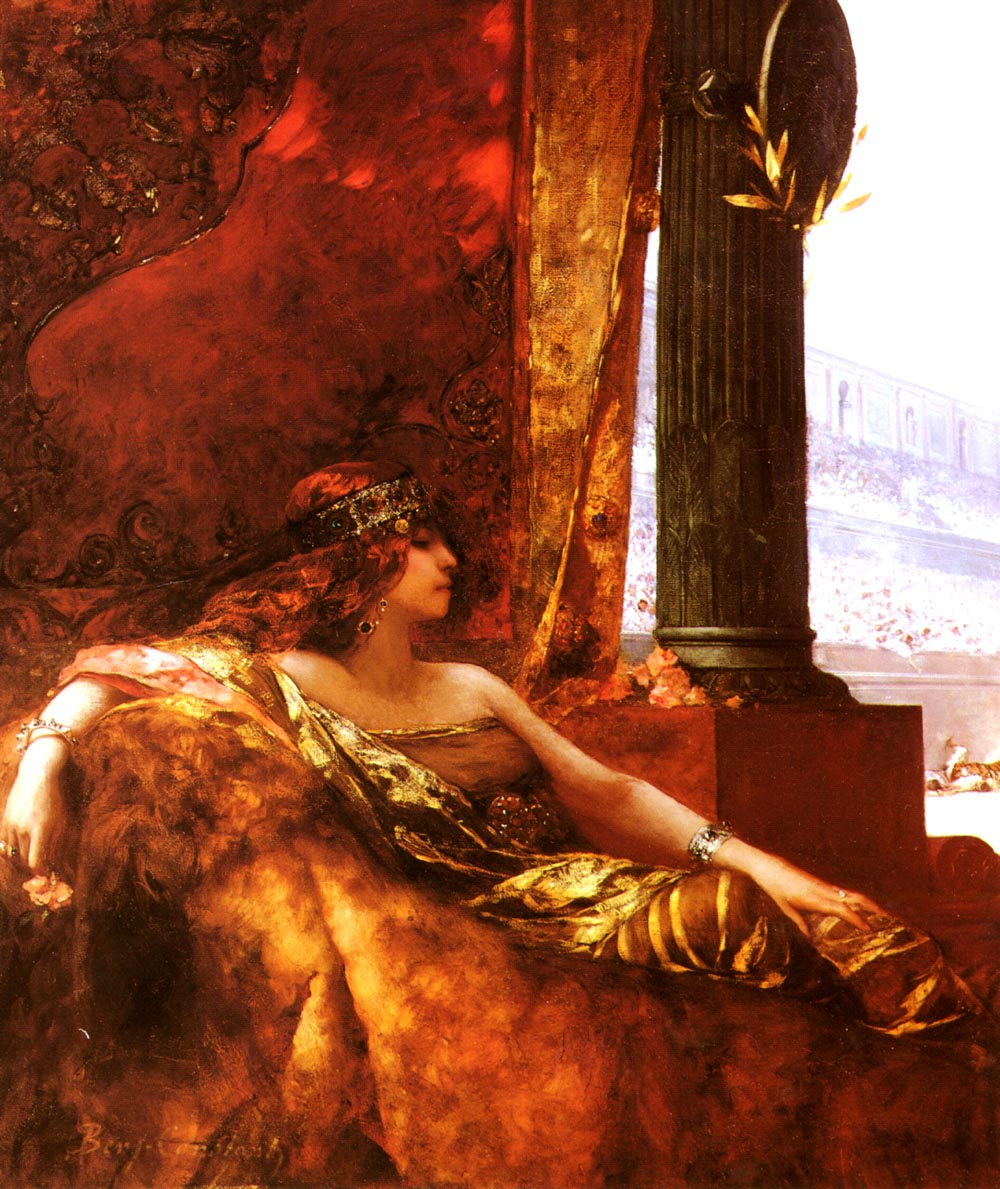
«Імператриця Феодора у Колізеї»,
Ж. Констан, кінець XIX століття

#### Участь у керуванні імперією
Імператрицею Феодора стала 1 квітня 527 року, коли її чоловік був коронований імператором, співправителем вмираючого імператора Юстина I. Через 4 місяці Юстин помер. Феодора правила державою 22 роки нарівні з Юстиніаном: усувала і призначала вищих посадових осіб в імперії, впливала на законодавчу і зовнішньополітичну діяльність імператора, займалася дипломатичним листуванням, приймала іноземних послів тощо. Значне положення Феодори як у житті Юстиніана, так і в справах управління імперією, підкреслює напис, зроблений Юстиніаном на передньому боці золотого престолу в Софійському соборі, реконструйованому ним: «Твоя від Твоїх приносимо Тобі Твої, Христе, раби Юстиніан і Феодора». За повідомленням «Хронографії Феофана» Феодору в її поїздці на теплі Піфійські води «супроводжували градоначальник патрицій Мінас і патрицій Ілля, начальник милостинь та інші патриції, спальники і вельможі, всіх до чотирьох тисяч».
Прокопій подає випадок, достовірність якого сумнівна, але характеризує вплив Феодори в державі. Коли в горах Кавказу перське військо зазнавало невдач, цар персів Хосров зачитав лист Феодори своєму вельможі Завергану з наступною фразою: «За це я обіцяю тобі багато благ з боку мого чоловіка, який нічого не робить, не порадившись зі мною». Ці слова викликали певний підйом бойового духу у персів, погляди яких на роль жінки в суспільстві залишалися патріархальними. На думку Прокопія будь-яке призначення на посаду, зроблене без узгодження з Феодорою, закінчувалося для тієї людини «найганебнішою смертю». Феодора була мстивою і ніколи не прощала своїх ворогів.
В управлінні імперією відбулося розмежування інтересів: Юстиніан проводив загальну політичну лінію, а Феодора цікавилася її деталями. Іоанн Ефеський, розповідаючи про хрещення нубійського племені (див. нижче в розділі релігійна діяльність), повідомляє про те, що візантійські чиновники на місцях більше боялися імператрицю, ніж імператора. Один з них виправдовується перед послом Юстиніана: «Страх перед царицею добре мені відомий, тому я не посмів противитися їм [посланцям Феодори]».
Вплив Феодори не слабшав аж до її смерті. З впливом Феодори пов'язують прийняття низки законів, які поліпшували становище жінок, а також суворих норм по відношенню до гомосексуалів, які передбачали покарання у вигляді публічного оскоплення.

#### Повстання Ніка

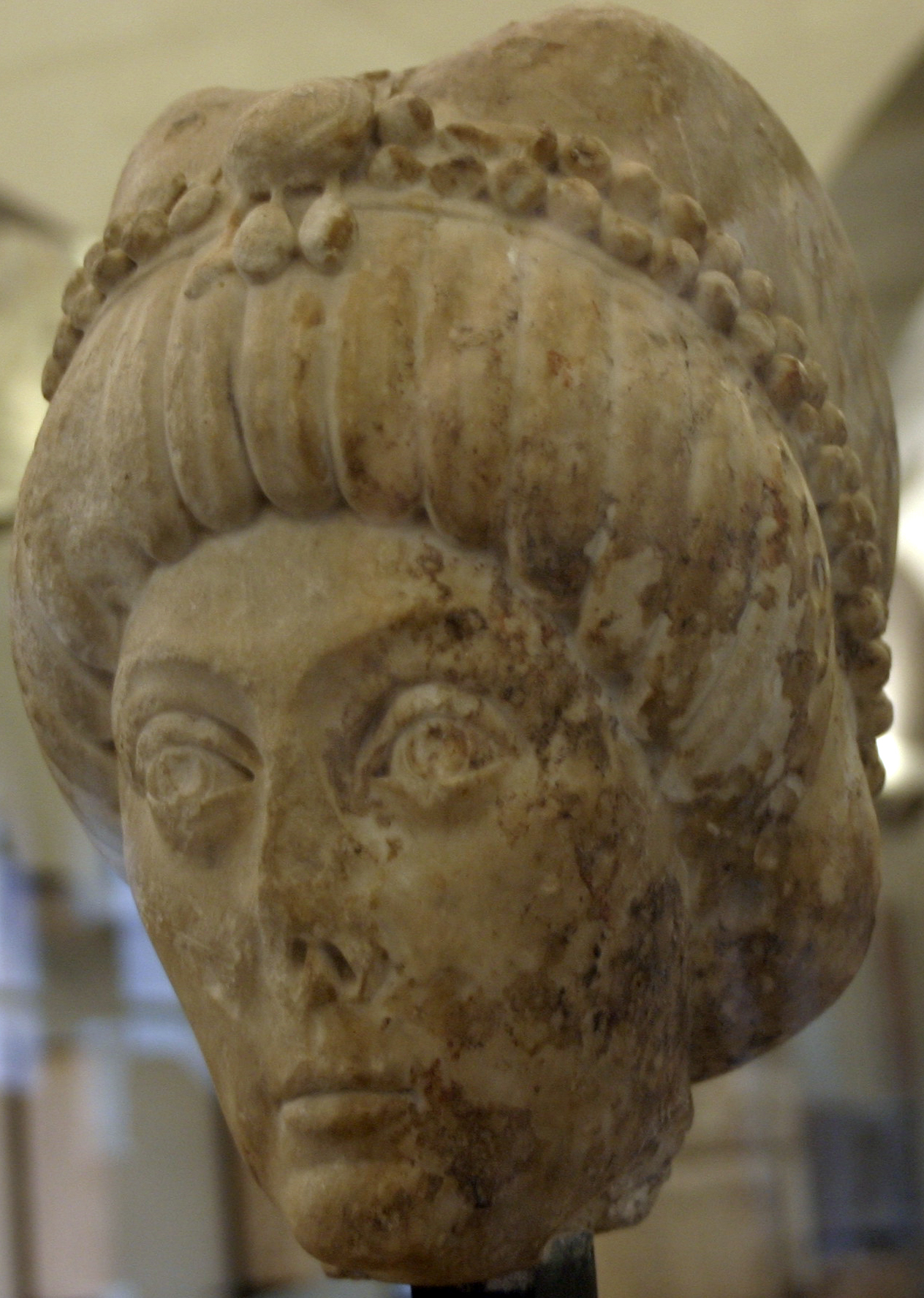
Імператриця Феодора.
Візантійська скульптура VI століття. Кастелло Сфорцеско, Мілан

У скрутні хвилини вона виявляла рідкісну відвагу і невгамовну енергію. Ці риси особливо яскраво проявилися в 532 році під час повстання Ніка, коли у стані загальної паніки вона завадила втечі Юстиніана з Константинополя і тим самим, на думку низки дослідників, зберегла трон. У момент, коли імператор готовий був залишити місто, вона на засіданні імператорської ради звернулася до нього з промовою, що приводиться у Прокопія в трактаті «Про перську війну», і промовила слова, які стали афоризмом:
| Зараз, я думаю, не час розмірковувати, чи пристойно жінці проявити сміливість перед чоловіками і виступити перед наляканими з юнацькою відвагою. Тим, у кого справи перебувають у найбільшій небезпеці, не залишається іншого, як влаштувати їх кращим чином. По-моєму, втеча, навіть якщо коли-небудь і давала порятунок і, можливо, дасть його зараз, є негідною. Той, хто з'явився на світ, не може не померти, але тому, хто одного разу царював, бути втікачем нестерпно. І не позбутися мені цієї порфіри, і не дожити до того дня, коли зустрічні не назвуть мене панною! Якщо ти бажаєш врятувати себе втечею, володарю, це неважко. У нас багато грошей, і море поруч, і судна є. Але дивись, щоб порятованому тобі не довелося віддати перевагу смерті перед спасінням. Мені ж подобається стародавній вислів, що царська влада — найкращий саван[30]. |
Літературним зразком для цієї промови можливо стала наведена у Геродота промова карійської правительки Артемісії на раді персів перед Саламінською битвою, хоча за змістом Артемісія закликала до протилежного, відмови від бою. Слова «царська влада — найкращий (прекрасний) саван» — були запозичені Прокопієм у сіракузького тирана Діонісія Старшого. У 403 році до н. е. Діонісій був в облозі повстанців у фортеці, і на пропозицію друга рятуватися, відповів: «Тиранія — прекрасний саван». Промова Феодори була літературно оброблена Прокопієм, проте ніхто з істориків не сумнівається в тому, що Феодора вимовила щось подібне, хоча й не в настільки блискучих виразах.

#### Благодійна діяльність
Для колишніх куртизанок і повій Феодора відкрила монастир на березі Босфору (так званий монастир розкаяння). За упередженою думкою Прокопія умови проживання там були настільки суворими, що багато жінок уночі кидалися з висоти, щоб покінчити з муками.
Іоанн Малала, сучасник Прокопія, не так вороже налаштований по відношенню до Феодори і повідомляє наступне про добрі діяння імператриці:
| Водночас благочестива Феодора після інших своїх добрих справ зробила наступне. Так звані власники кубел шмигали навколо, виглядаючи крізь бідняків, що мають дочок, і, давши їм обіцяння і трохи номісм, вони забирали тих [дівиць] нібито на виховання. [Самі ж] виставляли їх публічно, користуючись їх нещастям і отримуючи низьку вигоду від [продажу] їхніх тіл. І змушували їх виставляти себе. Таких власників кубел вона [Феодора] повеліла розшукати з усією пильністю. І коли вони були приведені разом з дівицями, вона наказала кожному розповісти про клятву, дану їх батькам. Ті сказали, що дали по п'ять номісм за кожну [дівицю]. Після того як сказане було підтверджене клятвою, благочестива василіса, давши гроші, звільнила дівиць від ярма гіркого рабства, звелівши, щоб не було власників кубел, а дівиць, обдарувавши одягом і давши по номісмі, відпустила[21]. |

#### Релігійна діяльність
Феодора таємно протегувала монофізитам: сприяла обранню константинопольським патріархом Анфіма, а після його скинення у 536 році укривала його 12 років в таємній келії свого палацу. Так само не без її участі відбувалося заміщення александрійського патріаршого престолу монофізитами. У її половині палацу (можливо за згодою Юстиніана) разом з Анфімієм проживав привезений до Константинополя в 538 році патріарх Феодосій Александрійський, який створив там свого роду монастир і поводився як глава всесвітньої монофізитської церкви. На думку А. В. Карташева саме Феодора «штучно розмножила монофізитські хіротонії та прямо створила і зміцнила історичне існування монофізитських церков аж до наших днів».
Незважаючи на уподобання дружини, Юстиніан все ж не припиняв переслідування монофізитів, що почалися після четвертого Вселенського собору, хоча й був в них непослідовним, а через вплив Феодори занадто нерішучим. Наприклад, після землетрусу в листопаді 533 року, коли народ на вулицях скандував — «Август, спали томос Халкідонського собору!», він видав богословський указ, розтягнутий і не цілком ясний, з формулами: «Одному і Тому ж Христу належать і дива і страждання». Так, на думку Карташева, почали здаватися позиції Халкідонського собору. Але все ж гнані монахи-монофізити в Сирії плюндрували портрети Юстиніана і водночас молилися про здоров'я праведної імператриці, а з іншого боку православні, спостерігаючи за поступками Юстиніана монофізитам, бажали йому скоріше позбутися Феодори. Цей антагонізм використовувався Юстиніаном і Феодорою для здійснення впливу на обидві сторони суперечки.
Інтерес Феодори у зміцненні позицій монофізитів виразився також у її пошуках кандидата на престол римського понтифіка. Ним став Вігілій, зведений на престол через ініційований за вказівкою Феодори судовий процес за звинуваченням папи Сільверія в політичній зраді.
Історик Шарль Діль, даючи оцінку Феодорі, писав, що вона, як всі візантійки, була дуже побожною, але при цьому як тонкий політик розуміла, що багаті провінції Сходу, де в той час панувало монофізитство, були потрібні імперії. Сирія і Єгипет, на його думку, через релігійні розколи проявляли свій сепаратизм, і Феодора, ставши на бік монофізитів і роблячи їм усілякі поступки, змогла заспокоїти їх невдоволення. Також існує думка, що Феодора, будучи прихильницею Халкідонської віри, вважала що «монофізити кола Севіра були дуже близькі до православ'я і що якщо до них ставитися з терпимістю і повагою, вони не зможуть не зрозуміти і не прийняти Халкідонський собор». При цьому відзначають, що особиста протекція, яку Феодора надавала лідерам монофізитів, привела до створення паралельної церковної структури і посилення розколу.
Феодора не тільки брала участь в релігійній боротьбі, а й дбала про поширення християнства. Так, єпископ Іоанн Ефеський повідомляє, що Феодора з радістю прийняла пропозицію посланника александрійського патріарха монофізитів Феодосія про навернення у християнство народу нобадів (одне з нубійських племен):
| Піклуючись про цей народ, блаженний Юліан явився і повідомив покійній цариці Феодорі, щоб викликати її завзяття до навернення цього народу. Цариця горіла ревністю Божою, вона прийняла (його) з радістю і обіцяла, що буде зроблено все, щоб відвернути цей народ від омани шанування ідолів. Про цю радість вона сповістила переможного імператора Юстиніана і обіцяла подбати, щоб блаженний Юліан був туди посланий. Імператор же не зрадів, коли дізнався, що цього противника собору (Халкідонського) прагнуть послати туди …[26] |
Незважаючи на заперечення Юстиніана, Феодора хитрістю змогла направити місіонерів-монофізитів до народу нобадів.

### Смерть
Феодора померла 28 червня 548 року після тривалої хвороби. Єпископ Віктор Туннунський, який розходився з імператрицею у питаннях релігії, залишив такий запис у своїй хроніці: «Августа Феодора, ворогиня Халкедонського собору, уражена по всьому тілу раковою пухлиною, незвичайним чином закінчила життя».
Вона була похована з усіма імператорськими почестями в церкві Дванадцяти апостолів у Константинополі. Після смерті дружини Юстиніан, даючи урочисті обіцянки, клявся її ім'ям, яке він увічнив у назвах багатьох міст і провінцій Візантії та завойованих територій. На згадку про дружину Юстиніан в монастирі Святої Катерини на Синаї в головній базиліці, побудованій за його наказом, велів зробити напис: «Упокоєнню блаженної пам'яті імператриці Феодори». По смерті Феодори овдовілий Юстиніан залишився вірний її пам'яті і більше не вступав у шлюб.

## Оцінка постаті сучасниками і нащадками
Найбільш позитивну оцінку Феодора отримала від монофізитів:
- антіохійський патріарх Северій (VI століття) називав її «царицею, яка шанує Христа»;
- історик і єпископ Іоанн Ефеський (VI століття) вважав її правовірною царицею;
- яковитський літописець Михайло Сирієць (XII століття) повідомляє, що вона дбала про світ церков більше, ніж її чоловік, і спонукала його працювати в цьому напрямку.
- вірменський історик Кіракос Гандзакеці (XIII століття) повторює сталий погляд на Феодору: «Православна по вірі, вона благала чоловіка затвердити православ'я. А він хоч і дуже хотів, але не наважився [зробити це] від страху перед [діофізитами], які погрожували йому смертю»[37].

Церквою Феодора була канонізована разом з її чоловіком Юстиніаном у лику благовірної. Православна церква визнає каяття Феодори за її неправедне життя в молодості і вважає, що вона все ж відійшла від монофізитської єресі і стала захисницею православ'я. Константинопольська церква з самого початку дуже лояльно поставилася до Феодори: після її коронації, коли було багато розмов про її минуле і багатьох воно бентежило «жоден зі священнослужителів не висловив відкрито обурення, незважаючи на те що і їм належало іменувати її володаркою». При цьому історики відзначають, що західна церква не пробачила Феодорі грубого позбавлення влади папи Сільверія і її ім'я на заході довгий час проклнали та ганьбили.
Оцінка Феодори в галузі державного управління, зроблена Прокопієм, не менш категорична, ніж його негативна оцінка діяльності Юстиніана. Однак особливо визнається її роль в ході повстання Ніка, коли вона запобігла втечі Юстиніана з Константинополя.

## Джерела та історіографія

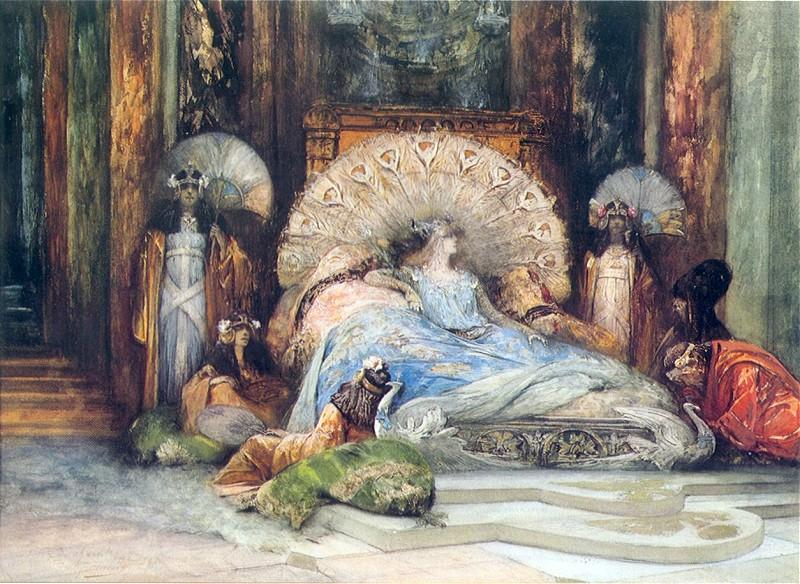
Сара Бернар в п'єсі Сарду «Феодора»
(малюнок Д. Кларіна, 1902 рік)

## В образотворчому мистецтві

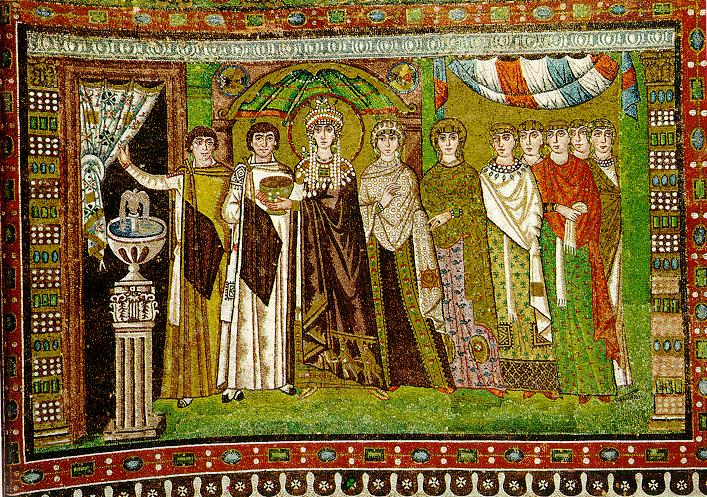
Імператриця Феодора з почтом.
Мозаїка в базиліці Сан-Вітале, Равенна

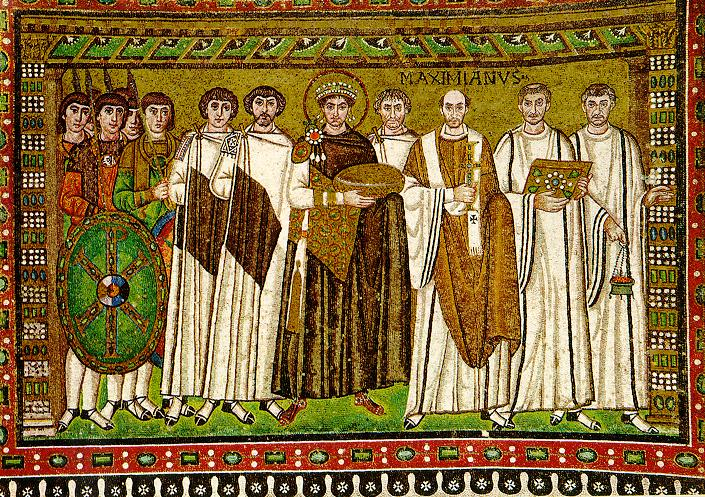
Імператор Юстиніан з почтом.
Мозаїка в базиліці Сан-Вітале, Равенна